# الشبيبة (قفصة)
الشبيبة قرية تابعة لمعتمدية قفصة الشمالية وتقع على الطريق الوطنية رقم 3 على بعد 24 كلم عن مدينة قفصة. بها مركز بريد.